# Окаукуэйо (аэропорт)
Аэропорт Окаукуэйо (ИАТА: OKF, ИКАО: FYOO) - это аэропорт, находящийся в области Ошана в Намибии, обслуживающий Национальный парк Этоша и его административный центр, Окакуэйо. ВПП находятся в 3 км (1,9 мили) к северу от деревни.